# Shiyan Weixing
Shiyan Weixing (chinesisch 試驗衛星 / 试验卫星, Pinyin Shìyàn Wèixīng, „Experimentalsatellit“) ist eine Sammelbezeichnung für chinesische Technologieerprobungssatelliten verschiedener Hersteller. Die genaue Schreibweise variiert.

## Satelliten
Die Satelliten sind chronologisch nach ihrem Startdatum sortiert.

### Shiyan-1
Der von der Polytechnischen Universität Harbin entwickelte Shiyan-1 (试验一号卫星, auch Tansuo-1, 2004-012A) wurde bei am 18. April 2004 mit einer Trägerrakete vom Typ Langer Marsch 2C vom Kosmodrom Xichang gestartet. Der Satellit diente dem Test von Systemen zur fotografiegestützten Vermessung des chinesischen Territoriums und der Erstellung von dreidimensionalen Landkarten.

### Shiyan Weixing-2
Der von der Hangtian Dong Fang Hong Satelliten GmbH, einer Tochterfirma der Chinesischen Akademie für Weltraumtechnologie, entwickelte, gut 300 kg Shiyan Weixing-2 (试验卫星二号, auch Tansuo 2, 2004-046A) mit einer erwarteten Lebensdauer von zwei Jahren wurde am 18. November 2004 ebenfalls mit einer LM-2C vom Kosmodrom Xichang gestartet. Die Hauptaufgabe des Satelliten war die Erprobung hochpräziser Steuerungstechnologien, effizienter Stromversorgung und eines Mehrzweckgehäuses. Daneben wurden mit dem Satelliten auch Experimente zu Landvermessung und Ressourcenerfassung betrieben.

### Shiyan Weixing-3
Shiyan Weixing-3 (试验三号卫星, 2008-056A) wurde am 5. November 2008 mit einer Trägerrakete vom Typ Langer Marsch 2D vom Kosmodrom Jiuquan in eine Erdumlaufbahn gebracht. Er wurde von der Polytechnischen Universität Harbin entwickelt und diente dem Test von Technologien zur Erforschung der Mesosphäre.

### Shiyan Weixing-4
Am 20. November 2011 wurde der von der Chinesischen Akademie für Weltraumtechnologie entwickelte Shiyan Weixing-4 (试验卫星四号, 2011-068B) mit einer Langer-Marsch-2D-Rakete vom Kosmodrom Jiuquan in eine sonnensynchrone polare Erdumlaufbahn gestartet. Wie Shiyan Weixing-2 diente er primär der Technologieerprobung, aber auch für Umweltbeobachtungen. An Bord war auch der vom Shanghaier Ingenieurbüro für Mikrosatelliten entwickelte Satellit Chuangxin 1-03 bzw. 创新一号（03）. Letzterer diente vor allem zur Datensammlung und -übertragung von verschiedenen Überwachungsstationen für Bewässerungsanlagen, Wasserkunde, Meteorologie sowie Katastrophenbekämpfung.

### Shiyan-7
Am 19. Juli 2013 wurde vom Kosmodrom Taiyuan mit einer Changcheng 4C Shiyan-7 (试验七号, 2013-037A) zusammen mit Chuangxin 3 (und dem Experimentalsatelliten Shijian 15) gestartet. Chuangxin 3 war, wie Chuangxin 1, der allererste Satellit der Abteilung für Kleinsatellitenprojekte der Chinesischen Akademie der Wissenschaften, ein kleiner Kommunikationssatellit mit der Fähigkeit zur Speicherung und Übertragung von Daten,
während Shiyan-7 einen mechanischen Arm besaß. Einige Tage nachdem die Satelliten in eine um 98° zum Äquator geneigte Polarbahn gebracht worden waren, näherte sich Shiyan-7 in komplizierten Bahnmanövern Chuangxin 3, ergriff ihn mit dem Arm und zog ihn zu sich heran. Dies war ein Versuch zur Weltraumkriegsführung, hatte aber den Nachteil, dass der „gefangengenommene“ Satellit kaum beschädigt wurde; es gab keine Splitterwirkung, also keine Verminung des entsprechenden Raumsektors, und der angenommene Gegner hätte dort problemlos einen Ersatzsatelliten platzieren können. Bei der Zerstörung des ausgedienten Wettersatelliten Fengyun-1C mittels der Antisatellitenrakete Kaituozhe 409 am 11. Januar 2007 entstanden dagegen mehr als 40.000 Trümmerteile. Chinesische Experten betrachten die Einfangmethode jedoch unter dem Aspekt der psychologischen Kriegsführung als furchteinflößender, d. h. effizienter.

### Shiyan Weixing-5
Der von der Chinesischen Akademie für Weltraumtechnologie entwickelte Shiyan Weixing-5 (试验五号卫星, 2013-068A) wurde am 25. November 2013 vom Kosmodrom Jiuquan mit einer Changzheng 2D in eine sonnensynchrone polare Erdumlaufbahn gebracht.

### Shiyan-6
Der von der Innovationsakademie für Mikrosatelliten der Chinesischen Akademie der Wissenschaften entwickelte Shiyan-6 (试验六号卫星, 2018-094B) folgte am 19. November 2018. Er dient der Erforschung des Weltraumwetters sowie der Erprobung von hierfür nötigen Technologien.
Am 4. Juli 2020 wurde Shiyan-6 02 (试验六号02星, 2020-043A) gestartet, ebenfalls von der Innovationsakademie für Mikrosatelliten entwickelt und mit denselben Aufgaben wie sein Vorgänger.
Der dritte Satellit dieses Typs, Shiyan-6 03 (试验六号03星, 2021-028A), erneut von der Innovationsakademie für Mikrosatelliten entwickelt und wieder mit denselben Aufgaben, wurde am 8. April 2021 gestartet.

### Shiyan-9
Am 11. März 2021 wurde der von der Chinesischen Akademie für Weltraumtechnologie entwickelte und innerhalb von nur acht Monaten gebaute Shiyan-9 (试验九号卫星, 2021-019A) mit einer mittelschweren Trägerrakete vom Typ Langer Marsch 7A vom Kosmodrom Wenchang aus in einer um 19,7° zum Äquator geneigten geosynchronen Umlaufbahn in Form einer langgezogenen Ellipse mit einem Perigäum von 485 km und einem Apogäum von 35.832 km platziert. Dieser Satellit dient der Erprobung von Technologien zur Beobachtung des Weltraumwetters.

### Shiyan-10 & -10B
Bei dem am 27. September 2021 von einer Changzheng 3B/G2 mit einer Nutzlastverkleidung von 4 m Durchmesser ins All gebrachten Shiyan-10 (试验十号卫星, 2021-087A) handelt es sich um einen Technologieerprobungssatelliten für die 4. Generation des Beidou-Satellitennavigationssystems. Der als „Vorläufer“ (先导) bezeichnete Satellit wurde in einem Transferorbit für eine um 51° zum Äquator geneigte geosynchronen Umlaufbahn (IGSO) platziert.
Shiyan-10 nahm zunächst nicht wie vorgesehen seine Arbeit auf.
Mit einer Reihe von Bahnkorrekturmanövern, die das Satellitenkontrollzentrum Xi’an vom 15. bis 17. Oktober 2021 durchführte, konnte seine Bahn jedoch angehoben werden.
Im März 2022 änderte der Satellit dann mit beträchtlichem Treibstoffaufwand seine Bahnneigung auf 63,6° und nahm einen Molnija-Orbit von 1880 × 38.881 km mit einer Umlaufzeit von 718 Minuten ein.
Von diesen 12 Stunden bleibt der Satellit etwa 8 Stunden über der nördlichen Hemisphäre der Erde. Sowjetisch/russische und amerikanische Satelliten nutzen seit Mitte der 1960er Jahre diese Art der Umlaufbahn, Shiyan-10 war jedoch der erste chinesische Satellit in einem derartigen Orbit.
Ein zweiter Beidou-Erprobungssatellit, Shiyan-10B (试验十号02星, 2022-178A), hergestellt von der Shanghaier Akademie für Raumfahrttechnologie, wurde am 29. Dezember 2022 mit einer Changzheng 3B/G3 gestartet, die eine Nutzlastverkleidung von 4,2 m Durchmesser besitzt.
Wie der Vorgängersatellit wurde Shiyan-10B einem Transferorbit für eine um 51° zum Äquator geneigte geosynchronen Umlaufbahn platziert, zunächst mit einem Perigäum von 192 km und einem Apogäum von 40.102 km.
Im weiteren Verlauf nahm Shiyan-10B einen ähnlichen Orbit ein wie der Vorgängersatellit (1754 × 38.619 km, 63,3°), allerdings mit einem unterschiedlichen Zeitpunkt des Durchlaufs durch den aufsteigenden Knoten, wo die Bahnebene den Äquator kreuzt, sodass sich fast immer einer der beiden Satelliten über der Nordhalbkugel befindet.

### Shiyan-11
Der von der Chinesischen Akademie für Weltraumtechnologie entwickelte, experimentelle Erdbeobachtungssatellit Shiyan-11 (试验十一号卫星, 2021-112A) wurde am 24. November 2021 vom Kosmodrom Jiuquan mit einer Kuaizhou-1A der ExPace GmbH gestartet. Dies war das erste Mal, dass eine Rakete dieses Typs bei einem Shiyan-Satelliten zum Einsatz kam.
Der für Stadtplanung, Ernteabschätzung und die Koordinierung von Hilfsmaßnahmen bei Naturkatastrophen eingesetzte Satellit wurde in einer sonnensynchronen Umlaufbahn von 489 × 502 km Höhe platziert.

### Shiyan Weixing-12
Die beiden von der Chinesischen Akademie für Weltraumtechnologie entwickelten Satelliten Shiyan Weixing-12 01 (试验十二号卫星01星, 2021-129A) und Shiyan Weixing-12 02 (试验十二号卫星02星, 2021-129B) wurden am 23. Dezember 2021 vom Kosmodrom Wenchang mit einer Changzheng 7A in eine geostationäre Umlaufbahn gebracht.
Sie dienen der Erforschung des Weltraumwetters sowie der Erprobung von hierfür nötigen Technologien. Zum Transport der beim Start übereinander angeordneten Satelliten kam bei der Trägerrakete erstmals eine vergrößerte Nutzlastverkleidung zum Einsatz, die deren Länge auf 60,7 m erhöhte – zum damaligen Zeitpunkt die längste Rakete Chinas.

### Shiyan Weixing-13
Der von der Innovationsakademie für Mikrosatelliten entwickelte Shiyan Weixing-13 (试验十三号卫星, 2022-004A) wurde am 17. Januar 2022 vom Kosmodrom Taiyuan mit einer Changzheng 2D in eine um 97,44° zum Äquator geneigte polare Umlaufbahn von 468 × 493 km gebracht. Hierbei kam erstmals eine spezielle Vorrichtung mit einem Durchmesser von 2 m zur Trennung des Satelliten von der Trägerrakete zum Einsatz.

### Shiyan Weixing-14 & -15
Am 24. September 2022 wurden die beiden Satelliten Shiyan Weixing-14 (试验十四号卫星) und Shiyan Weixing-15 (试验十五号卫星) vom Kosmodrom Taiyuan mit einer Kuaizhou-1A in einen sonnensynchronen, um 97,5° zum Äquator geneigten Orbit von etwa 485 × 500 km gebracht.
Die beiden Satelliten hatten jedoch nichts miteinander zu tun. Shiyan-14 diente für wissenschaftliche Experimente und Technologieerprobung, Shiyan-15, der vom Forschungsinstitut 509 der Shanghaier Akademie für Raumfahrttechnologie hergestellt wurde, war ein regulärer Erdbeobachtungssatellit zum Zweck einer Gesamtaufnahme des chinesischen Territoriums, der Stadtplanung und des Katastrophenschutzes.
Die experimentelle Natur von Shiyan-15 lag in der Herstellungsweise. Bei diesem Satelliten, der in die Kategorie „Mikro- und Nanosatelliten“ (微纳卫星, 100 kg bis 1 kg) fiel, wurden erstmals eine modulare Bauweise mit einschiebbaren Komponenten sowie Methoden der Massenproduktion erprobt, wo eine Person auf mehreren Positionen arbeitete und auf einer Position bei mehreren Satelliten die gleichen Arbeitsschritte durchführte.

### Shiyan Weixing-16
Am 26. September 2022 wurden vom Kosmodrom Taiyuan mit einer Trägerrakete vom Typ Langer Marsch 6 die beiden Satelliten Shiyan Weixing-16A und B (试验十六号A/B星) sowie Shiyan-17 (试验十七号卫星) gestartet. Alle drei Satelliten, die als Konstellation operieren, dienen der Erdbeobachtung.

### Shiyan-19
Am 15. März 2023 brachte eine kleinere Trägerrakete vom Typ Langer Marsch 11 vom Startplatz 95A des Kosmodroms Jiuquan Shiyan-19 (试验十九号卫星, 2023-034A) in eine um 97,5° zum Äquator geneigte, sonnensynchrone Umlaufbahn von 503 × 521 km Höhe. Der vom Forschungsinstitut 509 der Shanghaier Akademie für Raumfahrttechnologie entwickelte und gebaute Erdbeobachtungssatellit dient für Stadtplanung und Katastrophenschutz.
Wie bei dem im September 2022 gestarteten Shiyan-15 desselben Instituts diente Shiyan-19 neben seiner eigentlichen Funktion als Erdbeobachtungssatellit auch zur Erprobung neuer Produktionsmethoden. In den bewährte Kleinsatelliten-Bus wurden nach ausführlicher Simulation am Computer kleine und leichte Module dicht gepackt eingebaut, ein Arbeiter arbeitete auf mehreren Positionen, wobei er auf jeder Position bei mehreren Satelliten die gleichen Arbeitsschritte durchführte.

### Shiyan-20C
Der am 29. Oktober 2022 vom Kosmodrom Jiuquan mit einer Changzheng 2D gestartete Satellit Shiyan-20C (试验二十号C星, 2022-142A), mit dem neue Technologien zur Weltraumwettervorhersage erprobt werden sollten, war außergewöhnlich schwer, außerdem musste er mit einer hohen Präzision in einer für diesen Raketentyp relativ hohen, um 60° zum Äquator geneigten Umlaufbahn von 757 × 804 km platziert werden.
Daher wurden vor dem Start zahlreiche Simulationen der ballistischen Flugbahn der Rakete durchgeführt, die nötig war, um den Zielorbit zu erreichen. Um das Eigengewicht der Rakete zu reduzieren, damit sie eine höhere Nutzlast tragen konnte, verzichtete man bei diesem Exemplar auf die vier Vernierdüsen vom Typ YF-23 und führte die Lageregelung allein mit einer schwenkbaren Version des YF-22-Haupttriebwerks der 2. Stufe durch.

### Shiyan-20A & -20B
Shiyan-20A (试验二十号A星), hergestellt von der Chinesischen Akademie für Weltraumtechnologie, und Shiyan-20B (试验二十号B星), hergestellt von der Shanghaier Akademie für Raumfahrttechnologie, wurden am 12. Dezember 2022 mit einer Changzheng 4C vom Kosmodrom Jiuquan in eine etwa 800 km hohe, um 60° zum Äquator geneigte Umlaufbahn befördert.
Die beiden Satelliten dienen zur Erprobung von neuen Technologien zur Überwachung des Weltraumwetters.

### Shiyan-21
Shiyan-21 (试验二十一号卫星, 2022-172A) wurde von der Shanghaier Akademie für Raumfahrttechnologie hergestellt. Die beim Start vom Kosmodrom Xichang am 16. Dezember 2022 eingesetzte Trägerrakete Langer Marsch 11 war eine Spezialanfertigung: zum Zwecke der Flugbahnoptimierung wurden für die ersten drei, mit Festtreibstoff arbeitenden Stufen genau an diese Mission angepasste Triebwerke verwendet. Außerdem wurde die tragende Struktur, über die der Satellit mit der Oberstufe der Rakete verbunden war, im 3D-Druck gefertigt. Dadurch verkürzte sich zum einen die Herstellungszeit für diese Komponente um 40 %, zum anderen besaß die Struktur ein geringeres Eigengewicht, wodurch die Rakete eine schwerere Nutzlast transportieren konnte.
Shiyan-21 besitzt eine um 36° zum Äquator geneigte Umlaufbahn von 480 × 498 km.

### Shiyan-22A & -22B
Shiyan-22A (试验二十二号A星), hergestellt von der Shanghaier Akademie für Raumfahrttechnologie, und Shiyan-22B (试验二十二号B星), hergestellt von der Chinesischen Akademie der Wissenschaften, wurden am 13. Januar 2023 mit einer Trägerrakete vom Typ Langer Marsch 2D ins All gebracht.
Shiyan-22A dient vor allem für Kartografierung und Stadtplanung, Shiyan-22B der Dunstmessung, der Überwachung von Wasserverschmutzung und des Wachstums von Nutzpflanzen sowie der umfassenden Erkundung von Bodenressourcen.

### Shiyan-24A & -24B
Shiyan-24A (试验二十四号A星) und Shiyan-24B (试验二十四号B星) wurden am 7. Juni 2023 mit einer Lijian-1 der halbstaatlichen Raumfahrtfirma CAS Space, einer Ausgründung des Instituts für Mechanik der Chinesischen Akademie der Wissenschaften, vom Kosmodrom Jiuquan in eine sonnensynchrone Umlaufbahn gebracht.
Nach dem 2021 mit einer Kuaizhou-1A der ExPace GmbH gestarteten Shiyan-11 war dies erst das zweite Mal, dass ein Shiyan-Satellit nicht mit einer Rakete vom Typ Langer Marsch der China Aerospace Science and Technology Corporation ins All gebracht wurde. Der Hauptzweck der beiden Shiyan-24-Satelliten ist kommerzielle Erdbeobachtung, sie dienen aber auch der wissenschaftlichen Forschung, der Frühwarnung beim Start amerikanischer Interkontinentalraketen sowie zur Beurteilung der Wettersituation.

### Shiyan-25
Der von der Hangtian Dong Fang Hong GmbH, einer Tochterfirma der Chinesischen Akademie für Weltraumtechnologie, hergestellte Satellit Shiyan-25 (试验二十五号卫星, 2023-087A) wurde am 20. Juni 2023 mit einer Trägerrakete vom Typ Langer Marsch 6 vom Kosmodrom Taiyuan in eine relativ niedrige Polarbahn von 311 × 327 km Höhe gebracht. Dieser Satellit dient zur Erprobung von neuen Erdbeobachtungstechnologien.